# Didier Otokoré
Pour les articles homonymes, voir Otokoré.
Didier Otokoré, né le 26 mars 1969 à Gagnoa en Côte d'Ivoire, est un footballeur international ivoirien. Il était milieu de terrain.

## Biographie
Didier Otokoré est apparu en 1989 aux yeux des connaisseurs à l'issue d'une rencontre de coupe de l'UEFA face au Dinamo Zagreb. Virevoltant et flamboyant dans ses dribbles il fait penser à un autre ivoirien de l'époque Youssouf Falikou Fofana. Malgré cette performance, il ne peut prétendre à une place de titulaire dans le onze bourguignon. S'ensuivent quelques anicroches avec le  mentor de l'Association de la jeunesse auxerroise (AJA), Guy Roux.
Pourtant Didier Otokoré reste chez les bleus et blancs et campe dans le statut d'un joker. Une fois parti de l'AJA, Didier Otokoré n'arrivera plus à retrouver son niveau d’antan. Il joue dans plusieurs clubs français, fait un essai infructueux sous le maillot du Standard de Liège en juillet 1994 puis part aux Émirats arabes unis.
Il ne gagne pas le titre de champion de France en 1996, car il n'a pas joué une seule minute en championnat, il jouait à ce moment-là pour la réserve de L'AJ Auxerre.
Il compte huit sélections en équipe nationale de Côte d'Ivoire.
Il a été marié avec Safia Otokoré, femme politique française, avec qui il a eu deux enfants.

## Parcours de joueur
Didier Otokoré joue pour les clubs suivants :
- 1984 - 1985 : Stade d'Abidjan,  Côte d'Ivoire
- 1985 - 1993 : AJ Auxerre,  France
- 1993 - octobre 1993 : FC Sochaux,  France
- octobre 1993 - 1994 : AS Cannes,  France
- 1994 - 1995 : EA Guingamp,  France
- 1995 - 1996 : AJ Auxerre,  France
- 1996 - 1998 : CS Louhans-Cuiseaux,  France
- 1998 - 1999 : Al Wasl Dubaï,  Émirats arabes unis
- 1999 - 2000 : Al-Ahli Dubaï,  Émirats arabes unis
- 2000 - 2001 : FC Bourg-Péronnas,  France

## Parcours d'entraîneur et de dirigeant
- 2002 - 2007 :  Stade d'Abidjan,  Côte d'Ivoire
  - Directeur technique du centre de formation[4] du Stade d'Abidjan,  Côte d'Ivoire
  - Entraîneur[5] de l'équipe première

- Depuis 2007 : Séwé Sports de San-Pédro,  Côte d'Ivoire
  - Entraîneur de l'équipe première (2007 - 2009)
  - Depuis 2009 : manager sportif[6] du Séwé Sports de San-Pédro,  Côte d'Ivoire

## Palmarès de joueur

### Avec l'équipe nationale de Côte d'Ivoire
- Vainqueur de la coupe d'Afrique des nations de football 1992 ; participant d'ailleurs à la finale (remplacé à la 53e minute par Moussa Traoré).
- Participation (1er tour) à la coupe d'Afrique des nations de football 1988 (sans jouer).

## Palmarès d'entraîneur

### Avec le Séwé Sports de San-Pédro
- Vainqueur du championnat de Côte d'Ivoire de football D2[7], en Zone de l'Intérieur, 2008.